# Медаль «За службу національній обороні» (США)

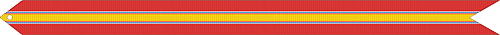
Почесна стрічка на бойовий прапор частини «медалі за службу національній обороні»

Меда́ль «За слу́жбу націона́льній оборо́ні» (США) (англ. National Defense Service Medal) — військова нагорода США. Нагорода була запроваджена Президентом США Д. Ейзенхауером, як службова нагорода для заохочення військовослужбовців різних видів Збройних сил країни. Заснована указом від 22 квітня 1953, медаль призначалася для нагородження тих військових, хто з честю та гідністю виконував свої службові обов'язки в один з найвідповідальніших моментів у військовій історії США. Медаль по суті стала прихованою нагородою за участь у військовій кампанії і надавалася за визначені періоди часу, коли США вели воєнні дії і був проголошений «стан загрози національній небезпеці».
Етапи військової історії США, в які було авторизоване нагородження медаллю за службу національній обороні країни:
| Корейська війна              | 27 червня 1950 — 27 липня 1954    |
| Війна у В'єтнамі             | 1 січня 1961 — 14 серпня 1974     |
| Війна в Перській затоці      | 2 серпня 1990 — 30 листопада 1995 |
| Глобальна війна з тероризмом | 11 вересня 2001 — по т.ч.         |